# William Fox (filmproducent)
William Fox, tidigare Vilmos Fuchs, född 1 januari 1879 i Tolcsva i nuvarande Ungern, död 8 maj 1952 på Manhattan i New York, var en ungersk-amerikansk filmproducent.
Fox var ursprungligen skräddare. Han började 1904 placera sina besparingar i biografteatrar och vann efter hand en dominerande plats i den amerikanska filmindustrin. Från 1929 innehade han aktiemajoriteten i Fox Film Corporation och Loews incorporated, som kontrollerar Metro-Goldwyn-Mayer. Fox:s bolag drev i början av 1930-talet en omfattande filmproduktion och ägde dessutom över 1 000 biografteatrar i USA.